# Laurent Koscielny
Laurent Koscielny (Tulle, 10 september 1985) is een Frans-Pools voormalig voetballer die doorgaans in de verdediging speelde. Tijdens zijn carrière speelde hij onder andere voor Arsenal en Bordeaux. Koscielny was van 2011 tot en met 2018 international in het Frans voetbalelftal, waarvoor hij 51 interlands speelde en één keer scoorde.

## Clubcarrière

### Guingamp en Tours
Koscielny begon zijn carrière in 2004 bij EA Guingamp, waar hij in de zesenveertig wedstrijden die hij speelde voornamelijk als rechtsback uitkwam. In 2007 verkaste de Fransman naar Tours FC, waar hij wel de kans kreeg als centrumverdediger.

### FC Lorient
Op 16 juni 2009 nam FC Lorient, destijds net gepromoveerd naar de Ligue 1, Koscielny over van Tours FC voor een bedrag van 1,7 miljoen euro. Er werd tevens overeenstemming bereikt over een vierjarige verbintenis voor de verdediger. Op 7 maart 2010 maakte hij zijn eerste doelpunt in dienst van Lorient, door op bezoek bij Olympique Marseille (1–1) de gelijkmaker binnen te koppen. Koscielny speelde dat seizoen vijfendertig wedstrijden voor zijn club, waarin hij vijf maal doel wist te treffen. Arsenal had interesse om hem over te nemen, maar een bod van circa vijf miljoen plus het verhuren van Francis Coquelin werd afgewezen door Lorient.

### Arsenal
De Engelsen gaven echter niet op en deden een bod van omstreeks 10,5 miljoen euro. De Franse verdediger vroeg Lorient om dit bod te accepteren en hem naar Londen te laten vertrekken. Tevens had Lorient al een nieuwe centrumverdediger aangetrokken in de naam van Bruno Ecuele Manga, die overkwam van Angers SCO. Zodoende kon Lorient het bod niet weigeren en Koscielny verkaste hierop naar de Londense club. Hij tekende een 'langlopend contract' en kreeg rugnummer 6, dat voorheen voor de naar Fulham FC vertrokken Philippe Senderos was.
Koscielny speelde zijn eerste wedstrijd op Anfield tegen Liverpool, waar Arsenal met 1–1 gelijkspeelde. De centrumverdediger werd tijdens dit duel wel van het veld gestuurd doordat hij twee gele kaarten kreeg van scheidsrechter Martin Atkinson de rode kaart, net als Joe Cole van Liverpool, die ook rood kreeg bij zijn debuut. Zijn eerste doelpunt in dienst van Arsenal viel te noteren op 11 september 2010, toen met 4–1 gewonnen werd van Bolton Wanderers. Tijdens dit duel opende de Fransman de score.
Op 24 juli 2012 verlengde Koscielny zijn verbintenis bij de club met vijf jaar. Aan het einde van het seizoen 2012/13 werd hij verkozen tot op-één-na belangrijkste speler van Arsenal van dat seizoen. Op 9 mei 2014 verlengde de verdediger zijn contract opnieuw. Op 17 mei was hij trefzeker in de finale van de FA Cup tegen Hull City. Hij scoorde de gelijkmaker, waarna Arsenal met 3–2 won van Hull.

## Clubstatistieken
| Seizoen     | Club                  | Competitie           | Competitie | Competitie | Competitie | Beker | Beker | Beker | Europa | Europa | Europa | Totaal | Totaal | Totaal |
| Seizoen     | Club                  | Competitie           | Wed.       | Dlp.       | Ass.       | Wed.  | Dlp.  | Ass.  | Wed.   | Dlp.   | Ass.   | Wed.   | Dlp.   | Ass.   |
| ----------- | --------------------- | -------------------- | ---------- | ---------- | ---------- | ----- | ----- | ----- | ------ | ------ | ------ | ------ | ------ | ------ |
| 2004/05     | EA Guingamp           | Ligue 2              | 11         | 0          | 0          | 2     | 0     | 0     | —      | —      | —      | 13     | 0      | 0      |
| 2005/06     | EA Guingamp           | Ligue 2              | 9          | 0          | 0          | 1     | 0     | 0     | —      | —      | —      | 10     | 0      | 0      |
| 2006/07     | EA Guingamp           | Ligue 2              | 21         | 0          | 0          | 2     | 0     | 0     | —      | —      | —      | 23     | 0      | 0      |
| Club Totaal | Club Totaal           | Club Totaal          | 41         | 0          | 0          | 5     | 0     | 0     | 0      | 0      | 0      | 46     | 0      | 0      |
| 2007/08     | Tours FC              | Championnat National | 33         | 1          | 0          | 4     | 1     | 0     | —      | —      | —      | 37     | 2      | 0      |
| 2008/09     | Tours FC              | Ligue 2              | 34         | 5          | 0          | 1     | 0     | 0     | —      | —      | —      | 36     | 5      | 0      |
| Club Totaal | Club Totaal           | Club Totaal          | 67         | 6          | 0          | 5     | 1     | 0     | 0      | 0      | 0      | 72     | 7      | 0      |
| 2009/10     | FC Lorient            | Ligue 1              | 35         | 3          | 0          | 5     | 1     | 0     | —      | —      | —      | 40     | 4      | 0      |
| Club Totaal | Club Totaal           | Club Totaal          | 35         | 3          | 0          | 5     | 1     | 0     | 0      | 0      | 0      | 40     | 4      | 0      |
| 2010/11     | Arsenal               | Premier League       | 30         | 2          | 0          | 9     | 1     | 1     | 4      | 0      | 0      | 43     | 3      | 1      |
| 2011/12     | Arsenal               | Premier League       | 33         | 2          | 1          | 3     | 0     | 1     | 6      | 1      | 0      | 42     | 3      | 2      |
| 2012/13     | Arsenal               | Premier League       | 25         | 2          | 1          | 4     | 1     | 0     | 5      | 1      | 0      | 34     | 4      | 1      |
| 2013/14     | Arsenal               | Premier League       | 32         | 2          | 0          | 5     | 1     | 0     | 9      | 0      | 0      | 46     | 3      | 0      |
| 2014/15     | Arsenal               | Premier League       | 27         | 3          | 0          | 6     | 0     | 0     | 6      | 0      | 0      | 39     | 3      | 0      |
| 2015/16     | Arsenal               | Premier League       | 33         | 4          | 0          | 4     | 0     | 0     | 7      | 0      | 0      | 44     | 4      | 0      |
| 2016/17     | Arsenal               | Premier League       | 33         | 2          | 1          | 2     | 0     | 0     | 8      | 0      | 0      | 43     | 2      | 1      |
| 2017/18     | Arsenal               | Premier League       | 25         | 2          | 0          | 2     | 0     | 0     | 6      | 0      | 0      | 33     | 2      | 0      |
| 2018/19     | Arsenal               | Premier League       | 17         | 3          | 0          | 2     | 0     | 0     | 10     | 0      | 0      | 29     | 3      | 0      |
| Club Totaal | Club Totaal           | Club Totaal          | 255        | 22         | 3          | 37    | 3     | 2     | 61     | 2      | 0      | 353    | 27     | 5      |
| 2019/20     | Girondins de Bordeaux | Ligue 1              | 25         | 0          | 0          | 3     | 0     | 0     | —      | —      | —      | 28     | 0      | 0      |
| 2020/21     | Girondins de Bordeaux | Ligue 1              | 26         | 0          | 2          | 0     | 0     | 0     | —      | —      | —      | 26     | 0      | 2      |
| 2021/22     | Girondins de Bordeaux | Ligue 1              | 11         | 0          | 1          | 0     | 0     | 0     | —      | —      | —      | 11     | 0      | 1      |
| Club Totaal | Club Totaal           | Club Totaal          | 62         | 0          | 3          | 3     | 0     | 0     | 0      | 0      | 0      | 65     | 0      | 3      |
| TOTAAL      | TOTAAL                | TOTAAL               | 460        | 31         | 6          | 55    | 5     | 2     | 61     | 2      | 0      | 576    | 38     | 8      |

Bijgewerkt op 13 maart 2022.

## Interlandcarrière
Koscielny werd geboren in Frankrijk, maar is van Poolse afkomst. Daardoor kon hij kiezen of hij voor Polen of Frankrijk wilde spelen. Andere spelers die voor dezelfde keuze stonden, zoals Damien Perquis en Ludovic Obraniak kozen voor Polen, maar Koscielny koos voor zijn geboorteland Frankrijk. Koscielny werd op 9 februari 2011 voor de eerste keer opgeroepen voor de nationale ploeg, voor een oefeninterland tegen Brazilië. Hij kwam niet aan spelen toe in deze wedstrijd. Na een nieuwe selectie – eveneens zonder speelminuten – speelde Koscielny op 11 november 2011 zijn eerste minuten als Frans international in een oefeninterland tegen de Verenigde Staten. Het duel werd met 1–0 gewonnen door een goal van Loïc Rémy. De andere debutanten dit duel waren Jérémy Mathieu (Valencia), Maxime Gonalons (Olympique Lyon) en Olivier Giroud (Montpellier).

### EK 2012
Hij werd in 2012 door bondscoach Laurent Blanc opgenomen in de selectie voor het EK 2012 in Polen en Oekraïne. Tijdens dit toernooi kwam Koscielny slechts in actie tijdens de kwartfinale, waarin door twee doelpunten van Xabi Alonso met 2–0 werd verloren van de titelverdediger Spanje, dat later opnieuw het EK zou winnen. Zijn toenmalige clubgenoten Wojciech Szczęsny (Polen), Andrej Arsjavin (Rusland), Tomáš Rosický (Tsjechië), Robin van Persie (Nederland), Nicklas Bendtner (Denemarken), Per Mertesacker (Duitsland), Santi Cazorla (Spanje), Theo Walcott, Alex Oxlade-Chamberlain (beiden Engeland) en Olivier Giroud (eveneens Frankrijk) waren ook actief op het toernooi.

### WK 2014
Koscielny kreeg op 15 november 2013 zijn eerste rode kaart als speler van Frankrijk. In de uitwedstrijd bij Oekraïne (2–0 nederlaag) toonde scheidsrechter Cüneyt Çakır hem in de blessuretijd een rode kaart, die hij later ook aan Oekraïner Oleksandr Koetsjer gaf. Op 13 mei 2014 werd de verdediger door bondscoach Didier Deschamps opgenomen in de selectie voor het WK 2014 in Brazilië. Koscielny maakte zijn WK-debuut op 20 juni 2014, toen met 2–5 werd gewonnen van Zwitserland. Tijdens dit duel verving hij de geblesseerde Mamadou Sakho in de tweede helft. In de wedstrijden hierna, tegen Ecuador (0–0) en Nigeria (2–0 winst) stond hij in de basis. In de kwartfinale tegen Duitsland mocht Koscielny opnieuw invallen voor Sakho. Er werd echter met 0–1 verloren en Frankrijk werd zo uitgeschakeld. Zijn toenmalige clubgenoten Santi Cazorla (Spanje), Jack Wilshere, Alex Oxlade-Chamberlain (beiden Engeland), Olivier Giroud, Bacary Sagna (beiden eveneens Frankrijk), Mesut Özil, Lukas Podolski, Per Mertesacker (allen Duitsland) en Thomas Vermaelen (België) waren ook actief op het toernooi.

### EK 2016
Na het wereldkampioenschap voetbal 2014 speelde Koscielny met het Frans elftal twee jaar uitsluitend vriendschappelijke interlands. Bondscoach Didier Deschamps nam hem op 12 mei 2016 op in de Franse selectie voor het EK 2016, in eigen land. Hierop bereikten zijn ploeggenoten en hij de finale, die ze met 0–1 verloren van Portugal. In een voorbereidende oefeninterland tegen Schotland op 4 juni maakte Koscielny (3–0) zijn eerste interlanddoelpunt.

### WK 2018
Koscielny maakte bekend na het WK 2018 in Rusland af te zwaaien als Frans international. Door een zware blessure aan de achillespees moest hij het toernooi echter aan zich voorbij laten gaan. Dat Frankrijk uiteindelijk het toernooi won, maakte het voor hem nog moeilijker. In oktober 2018 nam hij uiteindelijk afscheid bij de nationale ploeg.
| Interlands van Laurent Koscielny voor Frankrijk | Interlands van Laurent Koscielny voor Frankrijk | Interlands van Laurent Koscielny voor Frankrijk | Interlands van Laurent Koscielny voor Frankrijk | Interlands van Laurent Koscielny voor Frankrijk | Interlands van Laurent Koscielny voor Frankrijk |
| №                                               | Datum                                           | Wedstrijd                                       | Uitslag                                         | Competitie                                      | Goals                                           |
| Als speler van Arsenal FC                       | Als speler van Arsenal FC                       | Als speler van Arsenal FC                       | Als speler van Arsenal FC                       | Als speler van Arsenal FC                       | Als speler van Arsenal FC                       |
| ----------------------------------------------- | ----------------------------------------------- | ----------------------------------------------- | ----------------------------------------------- | ----------------------------------------------- | ----------------------------------------------- |
| 1.                                              | 11 november 2011                                | Frankrijk – Verenigde Staten                    | 1 – 0                                           | Vriendschappelijk                               |                                                 |
| 2.                                              | 31 mei 2012                                     | Frankrijk – Servië                              | 2 – 0                                           | Vriendschappelijk                               |                                                 |
| 3.                                              | 5 juni 2012                                     | Frankrijk – Estland                             | 4 – 0                                           | Vriendschappelijk                               |                                                 |
| 4.                                              | 23 juni 2012                                    | Spanje – Frankrijk                              | 2 – 0                                           | EK-eindronde                                    |                                                 |
| 5.                                              | 12 oktober 2012                                 | Frankrijk – Japan                               | 0 – 1                                           | Vriendschappelijk                               |                                                 |
| 6.                                              | 16 oktober 2012                                 | Spanje – Frankrijk                              | 1 – 1                                           | Vriendschappelijk                               |                                                 |
| 7.                                              | 14 november 2012                                | Italië – Frankrijk                              | 1 – 2                                           | Vriendschappelijk                               |                                                 |
| 8.                                              | 6 februari 2013                                 | Frankrijk – Duitsland                           | 1 – 2                                           | Vriendschappelijk                               |                                                 |
| 9.                                              | 26 maart 2013                                   | Frankrijk – Spanje                              | 0 – 1                                           | Kwalificatie WK 2014                            |                                                 |
| 10.                                             | 5 juni 2013                                     | Uruguay – Frankrijk                             | 1 – 0                                           | Vriendschappelijk                               |                                                 |
| 11.                                             | 14 augustus 2013                                | België – Frankrijk                              | 0 – 0                                           | Vriendschappelijk                               |                                                 |
| 12.                                             | 6 september 2013                                | Georgië – Frankrijk                             | 0 – 0                                           | Kwalificatie WK 2014                            |                                                 |
| 13.                                             | 10 september 2013                               | Wit-Rusland – Frankrijk                         | 2 – 4                                           | Kwalificatie WK 2014                            |                                                 |
| 14.                                             | 15 oktober 2013                                 | Frankrijk – Finland                             | 3 – 0                                           | Kwalificatie WK 2014                            |                                                 |
| 15.                                             | 15 november 2013                                | Oekraïne – Frankrijk                            | 2 – 0                                           | Kwalificatie WK 2014                            |                                                 |
| 16.                                             | 27 mei 2014                                     | Frankrijk – Noorwegen                           | 4 – 0                                           | Vriendschappelijk                               |                                                 |
| 17.                                             | 1 juni 2014                                     | Frankrijk – Paraguay                            | 1 – 1                                           | Vriendschappelijk                               |                                                 |
| 18.                                             | 20 juni 2014                                    | Zwitserland – Frankrijk                         | 5 – 2                                           | WK 2014                                         |                                                 |
| 19.                                             | 25 juni 2014                                    | Ecuador – Frankrijk                             | 0 – 2                                           | WK 2014                                         |                                                 |
| 20.                                             | 30 juni 2014                                    | Frankrijk – Nigeria                             | 0 – 2                                           | WK 2014                                         |                                                 |
| 21.                                             | 4 juli 2014                                     | Frankrijk – Duitsland                           | 0 – 1                                           | WK 2014                                         |                                                 |
| 22.                                             | 29 maart 2015                                   | Frankrijk – Denemarken                          | 0 – 2                                           | Vriendschappelijk                               |                                                 |
| 23.                                             | 7 juni 2015                                     | Frankrijk – België                              | 3 – 4                                           | Vriendschappelijk                               |                                                 |
| 24.                                             | 4 september 2015                                | Portugal – Frankrijk                            | 0 – 1                                           | Vriendschappelijk                               |                                                 |
| 25.                                             | 13 november 2015                                | Frankrijk – Duitsland                           | 2 – 0                                           | Vriendschappelijk                               |                                                 |
| 26.                                             | 17 november 2015                                | Engeland – Frankrijk                            | 2 – 0                                           | Vriendschappelijk                               |                                                 |
| 27.                                             | 25 maart 2016                                   | Nederland – Frankrijk                           | 2 – 3                                           | Vriendschappelijk                               |                                                 |
| 28.                                             | 30 mei 2016                                     | Frankrijk – Kameroen                            | 3 – 2                                           | Vriendschappelijk                               |                                                 |
| 29.                                             | 4 juni 2016                                     | Frankrijk – Schotland                           | 3 – 0                                           | Vriendschappelijk                               | 39'                                             |
| 30.                                             | 10 juni 2016                                    | Frankrijk – Roemenië                            | 2 – 1                                           | EK 2016                                         |                                                 |
| 31.                                             | 15 juni 2016                                    | Frankrijk – Albanië                             | 2 – 0                                           | EK 2016                                         |                                                 |
| 32.                                             | 19 juni 2016                                    | Zwitserland – Frankrijk                         | 0 – 0                                           | EK 2016                                         |                                                 |
| 33.                                             | 26 juni 2016                                    | Frankrijk – Ierland                             | 2 – 1                                           | EK 2016                                         |                                                 |
| 34.                                             | 3 juli 2016                                     | Frankrijk – IJsland                             | 5 – 2                                           | EK 2016                                         |                                                 |
| 35.                                             | 7 juli 2016                                     | Duitsland – Frankrijk                           | 0 – 2                                           | EK 2016                                         |                                                 |
| 36.                                             | 11 juli 2016                                    | Portugal – Frankrijk                            | 1 – 0 (n.v.)                                    | EK 2016                                         |                                                 |

Bijgewerkt op 11 juli 2016.

## Erelijst
| FA Cup              | 2x | 2013/14, 2014/15 |
| FA Community Shield | 2x | 2014, 2015       |